# 月坛
月坛是中国古代舉行夕月禮祭祀月的场所，又称“夕月坛”（與「朝日壇」相對）。早在周代，即已有天子春天祭日、秋天祭月之制。目前仅存的月坛地处北京城西，始建于明朝嘉靖九年（1530年），清代重修，是北京九坛八庙之一，到民国初年废弃。一般称“月坛”即指此地。
明清北京月坛在今北京市西城区南礼士路以西，月坛北街以南，与其南部的仿古园林组成月坛公园。在明清文献中提及的坛内主要建筑，除祭坛坛台和内坛坛墙被拆毁外，其余如钟楼、天门、具服殿、神库等古建筑尚存。现为全国重点文物保护单位。

## 历史沿革
中国的祭月传统，由来已久。《國語·周語》云：“古者先王即有天下，又崇立於上帝明神而敬事之，於是乎有朝日、夕月，以教民尊君”。《礼记·祭义》载：“郊之祭，大報天而主日，配以月，夏後氏祭其暗，殷人祭其陽，周人祭日，以朝及暗。祭日於壇，祭月於坎，以別幽明，以製上下。祭日於東，祭月於西，以別外內，以端其位。日出於東，月生於西。陰陽長短，終始相巡，以致天下之和。”古之天子，以天为父，地为母，日为兄，月为姊。每年春分朝日，秋分夕月。之所以选择春分和秋分，是因为“春分阳气方永，秋分阴气向长”，可“得阴阳之义”。这一传统延续数千年，直至民国。历代虽各有损益，但总体变化不大。
明初，天、地、日、月本为合祀。洪武三年（1370年），为正祭礼而分祀日月，在南京城东、西城门外分建日、月坛，至二十一年废。到嘉靖年间，改订礼法，又将地、日、月重新分祀。嘉靖九年（1530年），将由北京天地坛（即后来的天坛）分出的月坛设于阜成门外，东向，称“夕月坛”，并建设附属建筑。于每年秋分日祭祀夜明之神（月），配祀火水木金土五緯、二十八宿并周天星辰。逢丑、辰、未、戌年（每隔三年），皇帝亲赴月坛祭祀。其它年份则派遣武官代行。并擬定各郊壇瓷器，月壇用白色。清承明制，未有太大更改。顺治八年（1651年）重建，乾隆二十年（1755年）重修，将内坛墙由土墙改为砖砌。

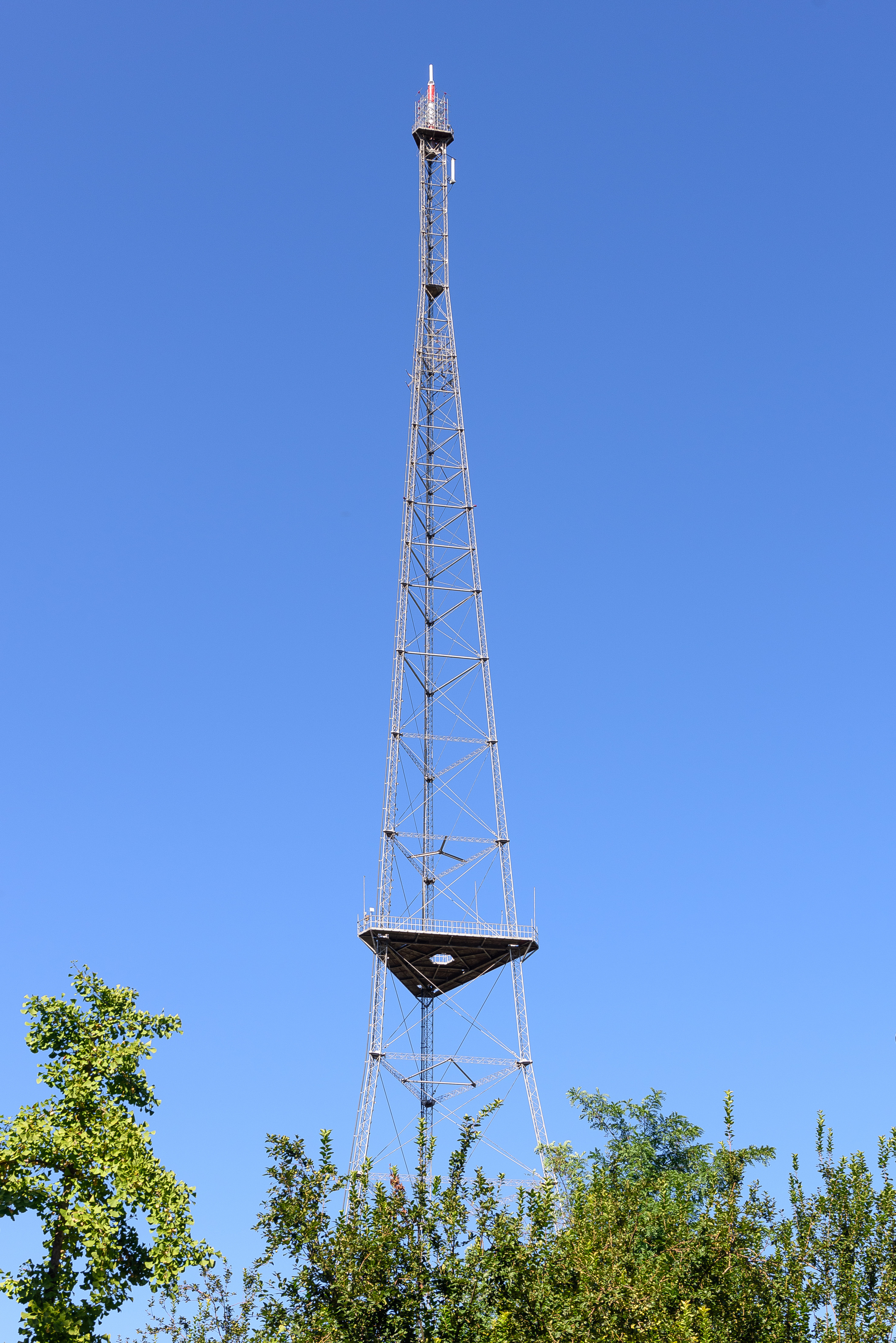
月坛内的中央广播电视发射二台（俗称红塔），在中央广播电视塔启用后作为备份发射塔保留至今

清末，坛庙荒废。民国年间，先后在坛内设立过兵营和中学。日本佔領北京時，坛内古树被砍伐殆尽。1955年，北京市人民政府批准将月坛辟为公园。1960年代，月坛坛墙大部分被拆毁，祭台被拆除，并建起一座高大的电视发射塔（俗称“红塔”，1968年1月30日启用，附近的红塔礼堂也因此得名）。1980年代起，园中又陆续设立了邮票市场、职业介绍所、婚姻介绍所等机构。月坛面目全非。1983年，在公园南部新建了月坛蟾宫、香院、揽月亭、霁月亭、爽心亭和月桂亭等诸多以月为主题的景点。1984年5月24日，月坛被列为北京市文物保护单位。2004年，北京市和西城区政府对月坛进行了修整和改建，重建了坛墙，修整部分古建。2006年5月25日，月坛作为明至清古建筑，被中国国务院批准列入第六批全国重点文物保护单位名单。但由于月坛最主要的部分——祭台、神厨、神库、宰牲亭、乐器库和祭器库等，仍被中央电视发射台占用，导致文物修缮工程无法完成。

## 建筑布局
月壇在北京城西郊，阜成門外，即当都城酉位。主建筑即坛体广四丈，高四尺六寸，坛面以白色琉璃铺砌，四面各出白石陛阶六级。
壝墙（坛周矮墙）设棂星门四座，东门为三门六柱，西、南、北三座均为一门二柱。壝东门內有鼎、炉各二座，东门外北有瘞坎、铁燎炉各一座，壝北門外正北有铁燎炉一座。壝南门外之西为神库东向三间，神厨北向三間，其东南有井亭一，北向。有墙垣一重，设一门东向。其西有宰牲亭三間，也有一重墙垣，设一门东向。两个院落之间有一角门相通。壝南门外为祭器库、乐器库，各三间，彼此相连，均北向。东南隅有一井。壝东门外之北为具服殿三間，南向；左右配殿各三間，东西向；四周围绕宫墙，宫门三间，均南向。东门西北有钟楼一座。
外周有坛垣，即内坛墙，周长二百三十五丈九尺五寸。内坛墙东、北开天门二座，即东天门、北天门。东天门外正东建栅栏门三座，照壁一座。北天门外有照壁一座，东角门一座。东北为光恒街牌坊。外圍牆東自坊東抵壇垣東南隅，長二百六十丈，西自坊西抵壇垣西北隅，長二百四十丈四尺。其甬路由光恒街而南，折向西，再向南达坛北门，与门内神路相接。神路向东折而北可至具服殿，从壝南門外至祭器庫，折向西达神库、宰牲亭等。

## 建筑形制与现状

### 祭坛

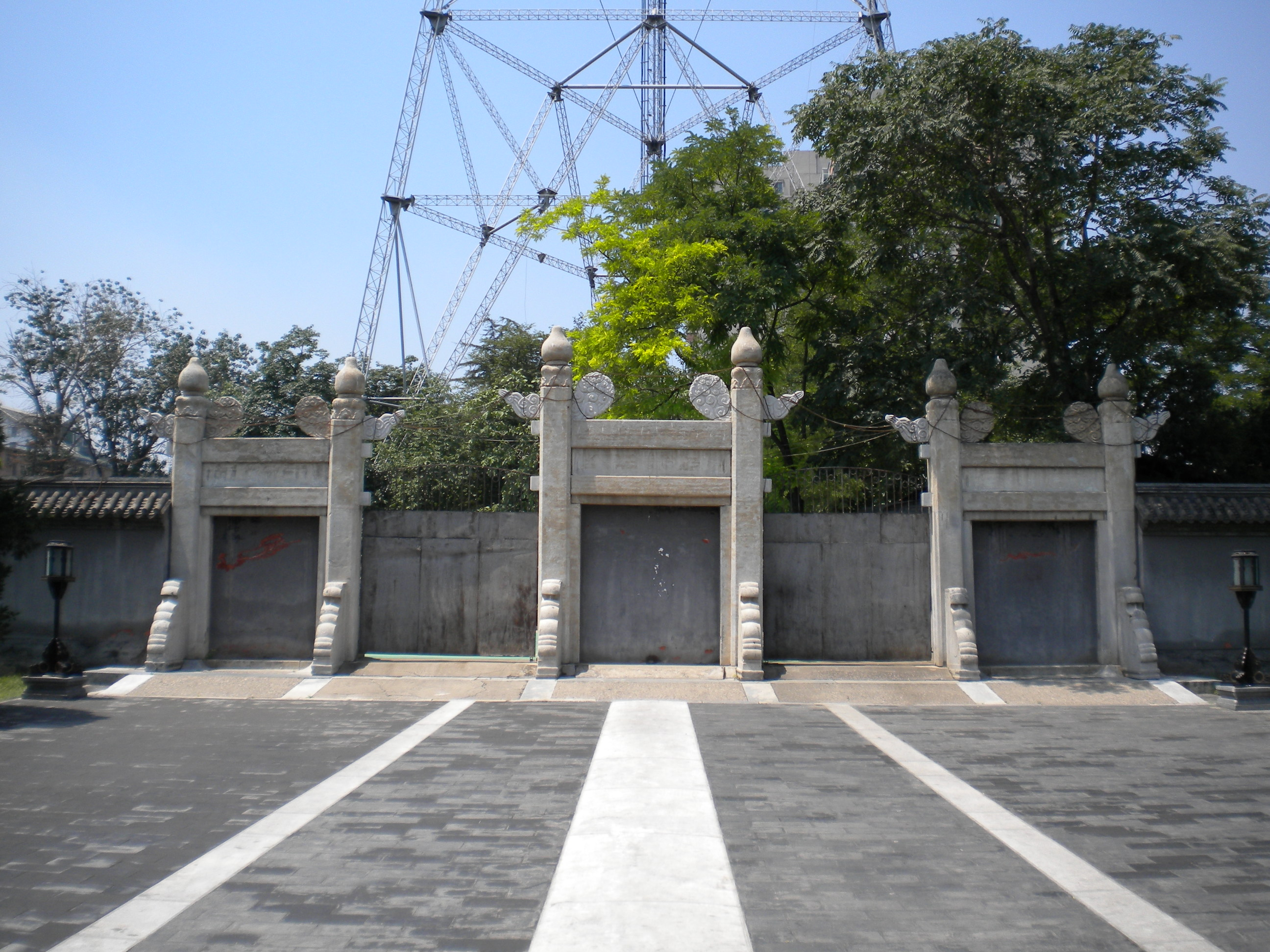
正东棂星门及神道

祭坛方四丈，高四尺六寸。坛面铺设白色琉璃，代表月亮，与日坛祭坛的红色琉璃相对。祭坛东、南、西、北四方各设白石阶六级。
祭坛周围有壝墙，方形，周长九十四丈七尺，高八尺，厚二尺二寸。壝墙四面各开棂星门一座。正东之棂星门为三门六柱，西、南、北三门则均为一门二柱，柱和楣阈为白石制。扉皆为朱棂。
1960年代，祭坛被拆除，并于1966年建起央视发射塔台。发射塔高180米，为央视备用发射塔，至今仍然占据坛址，央视方面以迁移前必须先建好新的备用塔为由，拖延迁出，使祭坛无法得到重建。壝墙内还有篮球场、办公室等现代建筑。棂星门和小部分壝墙尚存，但都已残破。

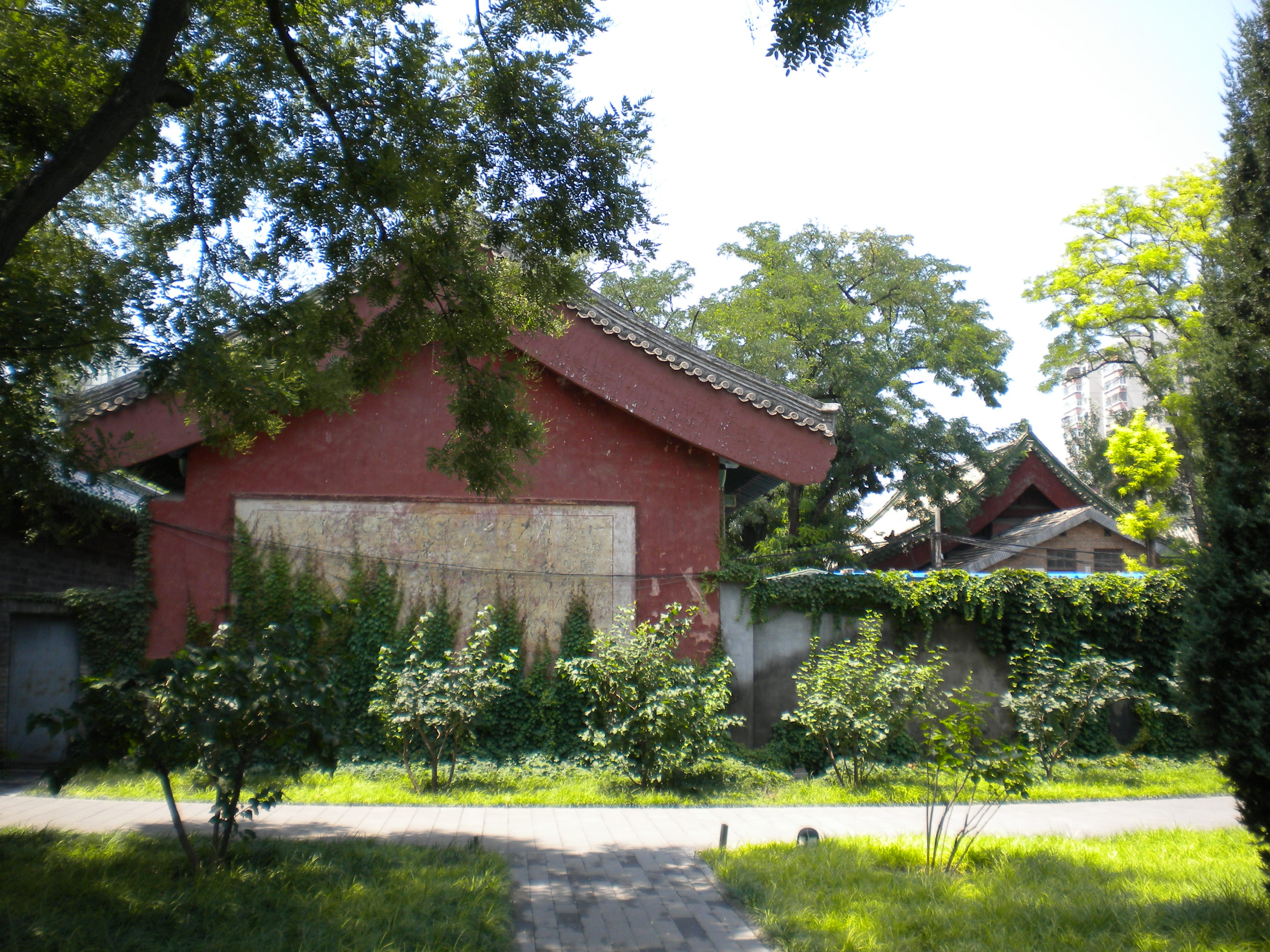
樂器庫侧面观，右侧远处为神厨局部

### 祭器库、乐器库
祭器库和乐器库分别为存放祭月时使用的祭器和乐器的仓库。两库位于壝墙南门外，坐南朝北，各三间，祭器库在西，乐器库在东，建筑彼此联檐通脊。目前仍被发射台占用。

### 神库、神厨、井亭
神库是平时安奉夜明神位之地，神厨则是祭祀前准备祭祀贡品的场所。井亭内可以汲水。月坛的神库、神厨、井亭、宰牲亭位于坛垣内西南隅的两个院落中。北侧院落为神库和神厨及井亭：神库三间，座西向东；神厨三间，座南向北，均为一出三级陛阶；井亭北向，四面闲以朱棂；院落有墙垣一重，向东开一门。该院落和宰牲亭院落之间还有角门相连。这两个院落也被占用，无法修复和开放参观。

### 宰牲亭
宰牲亭用于宰杀、清洗祭祀的太牢（牛、羊、猪）。宰牲亭自成一院落，位于神库、神厨、井亭院落南侧。院落内有宰牲亭三间，座西向东，院落墙垣一重，门亦东向。

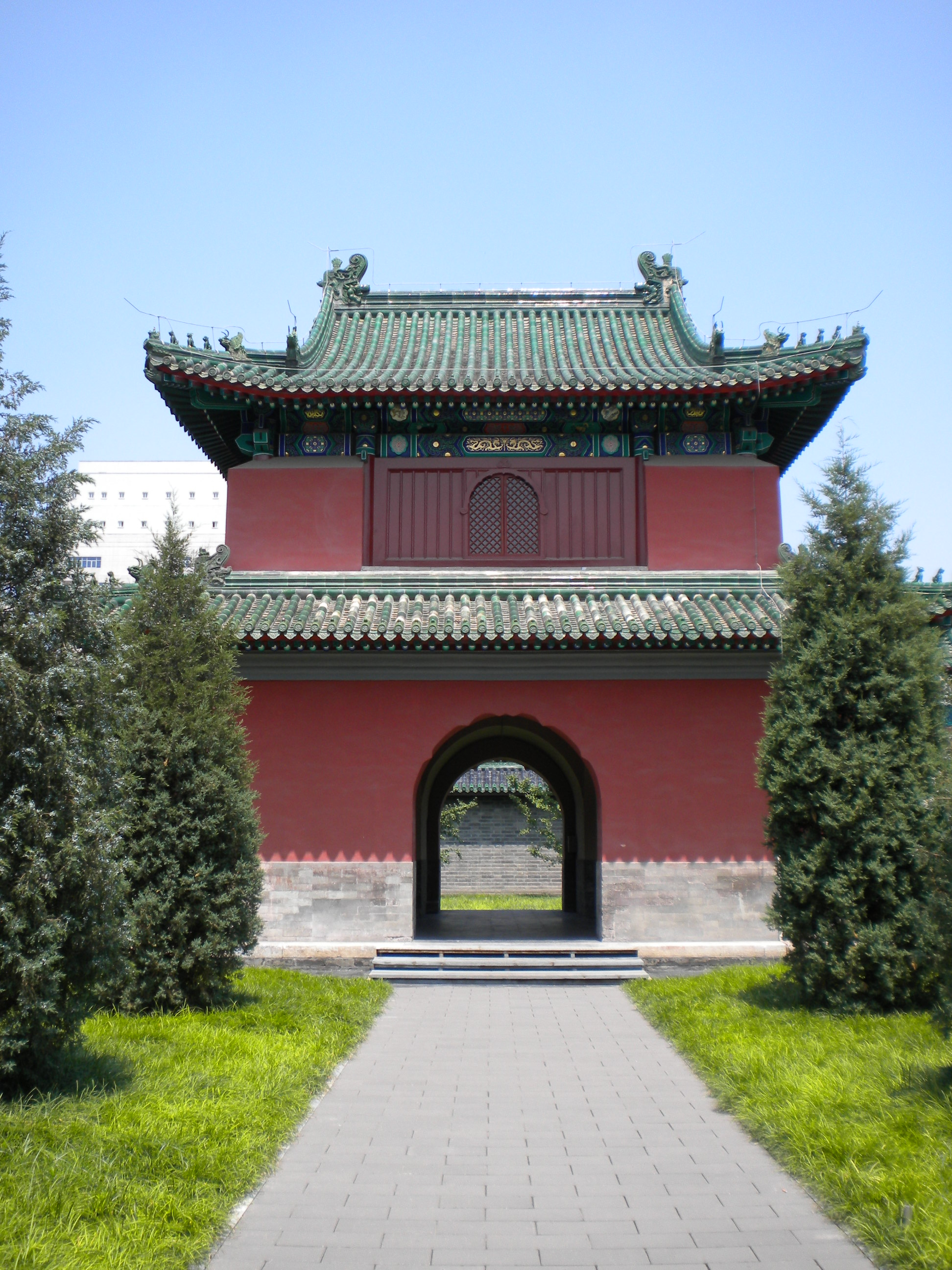
钟楼

### 钟楼
钟楼两层，绿琉璃筒瓦歇山顶，檐下彩绘旋子彩画。通过内部的木栅券门可登上二层。二层原有一尊铸造于明代的黄铜大钟，高3米、重2吨余，后来移至大钟寺保存。现在钟楼内的大钟是按照原来大钟的形制专门定做的。

### 具服殿
具服殿是皇帝祭月更衣、休息的场所。

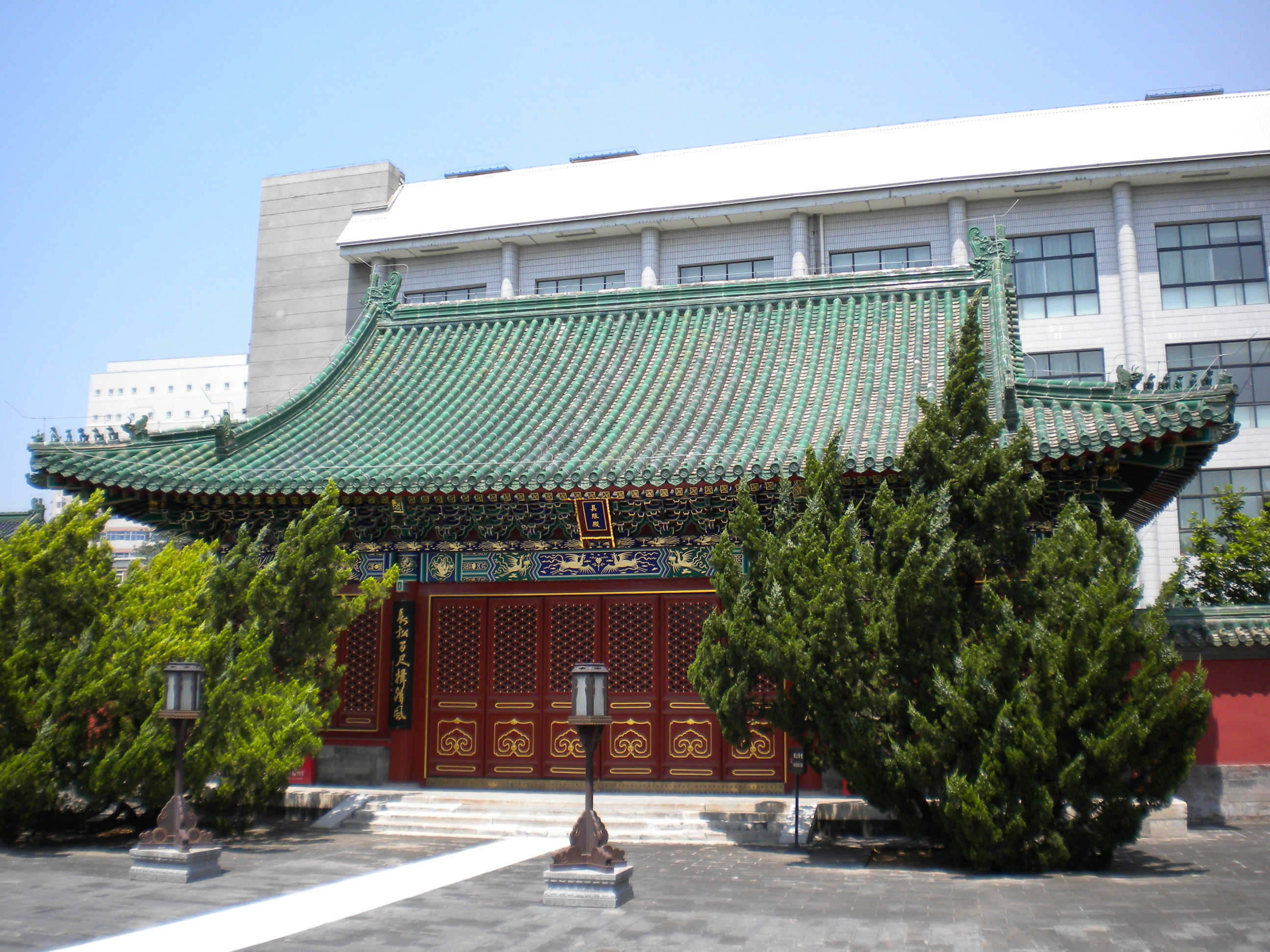
具服殿

正殿三间，坐北朝南，绿琉璃筒瓦歇山顶，檐下斗栱，梁枋施金凤和玺彩画，正中悬“具服殿”匾；殿内有清高宗“典崇郊坎”御额，且有对联曰：“西兑斋心陈白琥，大田发咏庆黄云。”左右配殿各三间，殿顶覆黑琉璃瓦绿剪边，梁枋施旋子彩画。外设宫墙，形成院落，南开三座宫门。
具服殿院落长期被西城区劳动局下属的职介中心占据，2006年方才迁出。随后具服殿得到修缮，并重新悬挂上保存的原匾。

### 坛墙

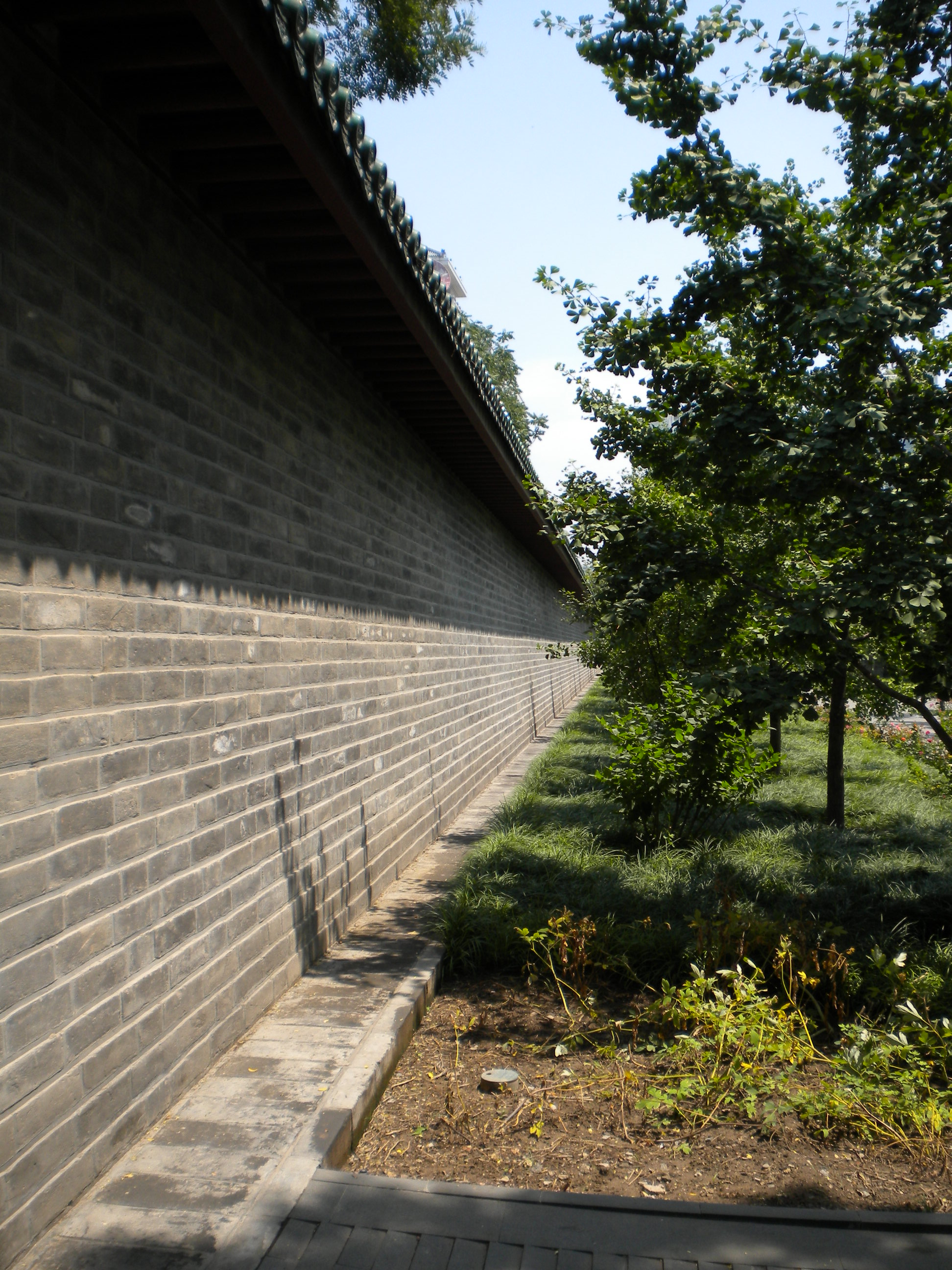
重建的南侧坛墙

据记载，月坛的内坛墙在清乾隆年间曾进行过全面的修缮和改建，达到“周二百三十五丈九尺五寸，二面砖砌, 二进，青瓦，绿缘”的规模。后来东、南、北侧的坛墙都被拆毁，西侧也因单位及居民占用而遭破坏。月坛公园一直以铁栅栏作为园墙。2004年开始的改造重建了坛墙的绝大部分，重建的坛墙高5米，全长达580米，总共由15万块用传统工艺制成的二重样城砖槽实砌而成。
在施工过程中，考古专家还在西侧坛墙上发现了一段明代坛墙遗存。当时的坛墙结构是夯土墙芯，外面一层包砖。施工人员将这段土墙址用玻璃框保护在新建的坛墙内，以供游人参观。

### 天门
东天门和北天门均为三券门式，通面阔22米，进深4.50米。朱红墙壁，歇山调大脊，单檐绿琉璃筒瓦，檐下彩绘旋子彩画。砖砌拔券门，木门饰九横九纵门钉。北天门外原有照壁一座，东侧原有东角门一座。东天门外正东原有栅栏门三座，照壁一座。
现两座天門已经修缮完毕，但东天门的券门已改为方门。

### 光恒街
光恒街位于北天门东北，东天门北。街北原有牌坊，称礼神坊，清朝时易名“光恒坊”，坊前界以朱栅。该牌坊于1953年被拆除。光恒街中心为甬路，该路由光恒街向南，然后西折，再向南达北天门，和门内的神路相接。